# Molophilus aequiramus
Molophilus aequiramus är en tvåvingeart som beskrevs av Evgenyi Nikolayevich Savchenko 1982. Molophilus aequiramus ingår i släktet Molophilus och familjen småharkrankar. Inga underarter finns listade i Catalogue of Life.